# Société nationale des chemins de fer français en Algérie
La Société nationale des chemins de fer français en Algérie est créée le 1er janvier 1960 , pour exploiter le réseau des chemins de fer algériens. Elle succède à l'Office des chemins de fer algériens (Office CFA). Elle est remplacée le 16 juin 1963 par la Société nationale des chemins de fer algériens.
Après l'indépendance de l'Algérie en 1962, la compagnie compte près de 6000 employés, dont 806 d'origine algérienne. Par la suite, la France a rapatrié ces employés pour travailler dans la RATP et d'autres entreprises.